# Liste des épisodes de DanMachi
Cet article est un complément de l'article DanMachi. Il contient la liste des épisodes de l'adaptation en série télévisée d'animation et de la série dérivée Sword Oratoria produite par J. C. Staff avec des scripts de Hideki Shirane, des character designs de Shigeki Kimoto et des bandes originales composée par Keiji Inai.
La première saison est réalisée par Yoshiki Yamakawa, qui est remplacé par Yōhei Suzuki pour la réalisation de l'OAV et de Sword Oratoria. Hideki Tachibana est le réalisateur de la seconde saison.

## Liste des épisodes

### DanMachi: La Légende des Familias

#### Première saison
| No  | Titre français                                                  | Titre japonais                                   | Titre japonais                                         | Date de 1re diffusion |
| No  | Titre français                                                  | Kanji                                            | Rōmaji                                                 | Date de 1re diffusion |
| --- | --------------------------------------------------------------- | ------------------------------------------------ | ------------------------------------------------------ | --------------------- |
| 1   | Bell Cranel - Aventurier -                                      | 冒険者                                           | Bōkensha (Beru Kuraneru)                               | 4 avril 2015          |
| 2   | Monstrophilie - Le Festival des monstres -                      | 怪物祭                                           | Kaitbutsu-sai (Monsutāfiria)                           | 11 avril 2015         |
| 3   | La Dague Hestia - La Lame de la Déesse -                        | 神様の刃                                         | Kamisama no Yaiba (Hesutia Naifu)                      | 18 avril 2015         |
| 4   | Supporter - Faible -                                            | 弱者                                             | Jakusha (Sapōtā)                                       | 25 avril 2015         |
| 5   | Grimoire - Livre de magie -                                     | 魔導書                                           | Madōsho (Gurimoa)                                      | 2 mai 2015            |
| 6   | Liliruca Arde - Raison -                                        | 理由                                             | Riyū (Ririruka Āde)                                    | 9 mai 2015            |
| 7   | Aiz Wallenstein - La Princesse à l'épée -                       | 剣姫                                             | Kenki (Aizu Varenshutain)                              | 16 mai 2015           |
| 8   | Argonaute - Le Désir du héros -                                 | 英雄願望                                         | Eiyū ganbō (Arugonouto)                                | 23 mai 2015           |
| 9   | Welf Crozzo - Le Maître forgeron -                              | 鍛冶師                                           | Tan'ya-shi (Verufu Kurozzo)                            | 30 mai 2015           |
| 10  | Parade de pas - Le Cadeau du monstre -                          | 怪物進呈                                         | Kaibutsu shintei (Pasu Parēdo)                         | 6 juin 2015           |
| 11  | Temps de repos - Le Paradis du labyrinthe -                     | 迷宮の楽園                                       | Meikyū no rakuen (Andārizōto)                          | 13 juin 2015          |
| 12  | Show - Malice -                                                 | 悪意                                             | Akui (Shō)                                             | 20 juin 2015          |
| 13  | Le Mythe des Familias - L'Histoire de la Famille -              | 眷族の物語                                       | Kenzoku no monogatari (Famiria Myisu)                  | 27 juin 2015          |
| OAV | Est-ce un tort de chercher des sources chaudes dans un donjon ? | ダンジョンに温泉を求めるのは間違っているだろうか | Danjon ni onsen o motomeru no wa machigatteiru darō ka | 7 décembre 2016       |

#### Deuxième saison
| No                                   | Titre français                                                          | Titre japonais                               | Titre japonais                                            | Date de 1re diffusion |
| No                                   | Titre français                                                          | Kanji                                        | Rōmaji                                                    | Date de 1re diffusion |
| ------------------------------------ | ----------------------------------------------------------------------- | -------------------------------------------- | --------------------------------------------------------- | --------------------- |
| 0                                    | Passé et avenir                                                         | 過去と未来                                   | Kako to mirai (Pasuto & Fyūchā)                           | 6 juillet 2019        |
| Récapitulatif de la première saison. |                                                                         |                                              |                                                           |                       |
| 1                                    | - Fête - Le Banquet divin                                               | 神の宴                                       | Kami no utage (Pātī)                                      | 13 juillet 2019       |
| 2                                    | - Apollon - Le Dieu du Soleil                                           | 太陽神                                       | Taiyō-kami (Aporon)                                       | 20 juillet 2019       |
| 3                                    | - Conversion - Rassemblement                                            | 集結                                         | Shūketsu (Konbājon)                                       | 27 juillet 2019       |
| 4                                    | - War Game - Jeu de guerre                                              | 戦争遊戯                                     | Sensō yūgi (Wō Gēmu)                                      | 3 août 2019           |
| 5                                    | - Nouvelle maison - Le Manoir du foyer ardent                           | 竈火の館                                     | Kamadobi no yakata (Hōmu)                                 | 10 août 2019          |
| 6                                    | - La Familia d'Ishtar - Le Foyer de la luxure                           | 淫都                                         | Into (Ishutaru Famiria)                                   | 17 août 2019          |
| 7                                    | - La Renarde - La Femme-bête                                            | 狐人                                         | Kitsunebito (Runāru)                                      | 24 août 2019          |
| 8                                    | - Un rêve éphémère - La Fatalroc                                        | 殺生石                                       | Sesshōseki (Utakata No Yume)                              | 31 août 2019          |
| 9                                    | - Les Berbéras - Prostitués combattantes                                | 戦闘娼婦                                     | Sentō shōfu (Bābera)                                      | 7 septembre 2019      |
| 10                                   | - L'Argonaute - Aspirant héros                                          | 英雄切望                                     | Eiyū setsubō (Arugonouto)                                 | 14 septembre 2019     |
| 11                                   | - Rakia - Royaume conquérant                                            | 進軍                                         | Shingun (Rakia)                                           | 21 septembre 2019     |
| 12                                   | - Le Chant de l'Amour - Une déesse et son enfant                        | 女神と眷族                                   | Megami to kenzoku (Ai No Uta)                             | 28 septembre 2019     |
| OAV                                  | Quel mal y-a-t-il à ramasser des herbes médicales sur une île déserte ? | 無人島に薬草を求めるのは間違っているだろうか | Mujintō ni yakusō o motomeru no wa machigatteiru darō ka? | 29 janvier 2020       |

#### Troisième saison
| No  | Titre français                                                                                | Titre japonais                                                              | Titre japonais                                                                    | Date de 1re diffusion |
| No  | Titre français                                                                                | Kanji                                                                       | Rōmaji                                                                            | Date de 1re diffusion |
| --- | --------------------------------------------------------------------------------------------- | --------------------------------------------------------------------------- | --------------------------------------------------------------------------------- | --------------------- |
| 1   | - Wyne - La Vouivre                                                                           | 竜の少女                                                                    | Uīne (Ryū no shōjo)                                                               | 3 octobre 2020        |
| 2   | - Monstre - Une seule aile                                                                    | 片翼                                                                        | Monsutā (Hen'yoku)                                                                | 10 octobre 2020       |
| 3   | - Les Xenoi - Hérétiques                                                                      | 異端児                                                                      | Zenosu (Itanji)                                                                   | 17 octobre 2020       |
| 4   | - Rêve - Espoir lointain                                                                      | 遠い夢                                                                      | Akogare (Tōi yume)                                                                | 24 octobre 2020       |
| 5   | - La Familia d'Icélos - Le Roi sanguinaire                                                    | 惨劇の王者                                                                  | Ikerosu Famiria (Sangeki no ōja)                                                  | 31 octobre 2020       |
| 6   | - Cnossos - Le Labyrinthe artificiel                                                          | 人造迷宮                                                                    | Kunossosu (Jinzō meikyū)                                                          | 7 novembre 2020       |
| 7   | - Dix Perdix - Songe bestial                                                                  | 獣の夢                                                                      | Dikkusu Perudikusu (Kemono no Yume)                                               | 14 novembre 2020      |
| 8   | - Bell Cranel - Le Fou                                                                        | 愚者                                                                        | Beru Kuraneru (Gusha)                                                             | 21 novembre 2020      |
| 9   | - Stigmate - Déchu                                                                            | 零落                                                                        | Sutiguma (Reiraku)                                                                | 28 novembre 2020      |
| 10  | - Invisible - Passage en force                                                                | 強行突破                                                                    | Inbijiburu (Kyōkō toppa)                                                          | 5 décembre 2020       |
| 11  | - Ultra Soul - Combat décisif                                                                 | 決戦                                                                        | Urutora Sōru (Kessen)                                                             | 12 décembre 2020      |
| 12  | - Argonaute - Le Retour du héros                                                              | 英雄回帰                                                                    | Arugonouto (Eiyū Kaiki)                                                           | 19 décembre 2020      |
| OAV | Quel mal y a-t-il à vouloir des sources thermales à Orario ? ~ Longue vie au dieu des bains ~ | オラリオに温泉を求めるのは間違っているだろうか ～おふろの神様フォーエバー～ | Orario ni Onsen o Motomeru no wa Machigatteiru Darō ka (Ofuru no Kami-sama Fōebā) | 28 avril 2021         |

#### Quatrième saison
| No                                                         | Titre français                              | Titre japonais | Titre japonais                    | Date de 1re diffusion |
| No                                                         | Titre français                              | Kanji          | Rōmaji                            | Date de 1re diffusion |
| ---------------------------------------------------------- | ------------------------------------------- | -------------- | --------------------------------- | --------------------- |
| 0                                                          |                                             | 回顧           | Pureibakku (Kaiko)                | 9 juillet 2022        |
| Récapitulatif des saisons 1 à 3 et preview de la saison 4. |                                             |                |                                   |                       |
| 1                                                          | Prélude - La veille du départ               | 出発前夜       | Pureryūdo (Shuppatsu zenya)       | 23 juillet 2022       |
| 2                                                          | Les grandes chutes - Les cascades azurées   | 巨蒼の滝       | Kyo ao no taki (Gurēto fōru)      | 30 juillet 2022       |
| 3                                                          | Le lierre - Plante parasite                 | 寄生           | Yadorigi (Kisei)                  | 6 août 2022           |
| 4                                                          | La Naïade - L'habitante du royaume de l'eau | 水都の少女     | Māmeido (Suito no shōjo)          | 13 août 2022          |
| 5                                                          | Argo Vesta - Le héros de la flamme divine   | 聖火の英斬     | Arugo Wesuta (Seika no eiki)      | 20 août 2022          |
| 6                                                          | Rabbit Foot - Patte de lapin                | 白兎の脚       | Rabitto Futto (Hakuto no ashi)    | 27 août 2022          |
| 7                                                          | Cassandre Ilion - Rêve prophétique          | 予知夢         | Kasandora Irion (Yochi yume)      | 3 septembre 2022      |
| 8                                                          | Mirabilis - Confusion                       | 混迷           | Mirabirisu (Konmei)               | 10 septembre 2022     |
| 9                                                          | Lambton - La calamité                       | 凶兆           | Ramuton (Kyōchō)                  | 17 septembre 2022     |
| 10                                                         | Jaggernaut - Le destructeur                 | 破壊者         | Jagānōto (Hakaisha)               | 23 septembre 2022     |
| 11                                                         | Endless - Cruauté                           | 過酷           | Kakoku (Endoresu)                 | 30 septembre 2022     |
| 12                                                         | L'amphisbène - Le chant du désespoir        | 絶望の詩       | Anfisu Baena (Zetsubō no uta)     | 7 janvier 2023        |
| 13                                                         | La morgue - Sacrifice                       | 犠牲           | Morugu (Gisei)                    | 14 janvier 2023       |
| 14                                                         | Daphné Laurus - Amitié                      | 友             | Dafune Raurosu (Tomo)             | 21 janvier 2023       |
| 15                                                         | Ignis - La flamme éternelle                 | 不冷           | Igunisu (Furei)                   | 28 janvier 2023       |
| 16                                                         | Welf Crozzo - Primothéose                   | 始高           | Werufu Kurozzo (Shikō)            | 4 février 2023        |
| 17                                                         | White Palace - Le palais blanc              | 白の迷宮       | Howaito paresu (Shiro no meikyū)  | 11 février 2023       |
| 18                                                         | Désespoir - Ceux qui sont prêts à mourir    | 迷宮決死行     | Desuparēto (Meikyū kesshi kudari) | 18 février 2023       |
| 19                                                         | Le Colisée - Arène de combat                | 闘技場         | Koroshiamu (Tōgijō)               | 25 février 2023       |
| 20                                                         | La Familia d'Astrée - Morts héroïques       | 散華           | Asutorea Famiria (Sange)          | 4 mars 2023           |
| 21                                                         | Rêverie - Un doux mensonge                  | 優しい嘘       | Deidorīmu (Yasashī uso)           | 11 mars 2023          |
| 22                                                         | Luvia - Éclat d'étoile                      | 星華           | Ruvia (Hoshi hana)                | 18 mars 2023          |

#### Cinquième saison
| No | Titre français                      | Titre japonais | Titre japonais          | Date de 1re diffusion |
| No | Titre français                      | Kanji          | Rōmaji                  | Date de 1re diffusion |
| -- | ----------------------------------- | -------------- | ----------------------- | --------------------- |
| 1  | Syr                                 | シル           | Shiru                   | 5 Octobre 2024        |
| 2  | Maître- Dressage                    | 調教           | Chōkyō (Masutā)         | 12 Octobre 2024       |
| 3  | Od - Partenaire                     | 伴侶           | Hanryo (Ōzu)            | 19 Octobre 2024       |
| 4  | Seith - La déesse et la jeune femme | 神と娘         | Kami to Musume (Seizu)  | 26 Octobre 2024       |
| 5  | La Familia de Freya - Invasion      | 侵略           | Fureiya Famiria         | 2 Novembre 2024       |
| 6  | Orario - La Cité alterée            | 歪曲都市       | Waikyoku Toshi (Orario) | 9 Novembre 2024       |
| 7  | Seule au monde - Séparation         | 別離           | Betsuri (Ronrinesu)     | 16 Novembre 2024      |
| 8  | Bell Cranel - Son idéal             | 憧憬           | Dōkei (Beru Kuraneru)   | 23 Novembre 2024      |
| 9  | Vesta - L'Autel du feu sacré        | 聖火の祭壇     | Seika no (Uesuta)       | 7 Décembre 2024       |
| 10 | War Game - La Guerre des factions   | 派閥大戦       | Habatsu (Wō Gēmu)       | 14 Décembre 2024      |
| 11 | Folkvangr - L'Enfer                 | 地獄           | Jigoku (Fōrukuvuangu)   | 21 Décembre 2024      |
| 12 | Astraea - Hériotage                 | 継承           | (Asutorea Rekōdo)       | 7 Février 2025        |
| 13 | Revanche- La Contre-offensive       | 逆襲           | Gyakushū (Ribenji)      | 7 Février 2025        |
| 14 | Einherjar                           |                | (Einherjar)             | 26 Février 2025       |
| 15 | Les louanges du guerrier            |                |                         | 5 Mars 2025           |

### Sword Oratoria
| No | Titre français                       | Titre japonais | Titre japonais                      | Date de 1re diffusion |
| No | Titre français                       | Kanji          | Rōmaji                              | Date de 1re diffusion |
| -- | ------------------------------------ | -------------- | ----------------------------------- | --------------------- |
| 1  | La Princesse de l'épée et l'Elfe     | 剣姫と妖精     | Kenki to yōsei                      | 15 avril 2017         |
| 2  | Essayer et acheter                   | 試着と購入     | Shichaku to kōnyū                   | 22 avril 2017         |
| 3  | Festival et Bravoure                 | 祭典と勇気     | Saiten to yūki                      | 29 avril 2017         |
| 4  | Meurtre et Joyaux                    | 殺人と宝玉     | Satsujin to hōgyoku                 | 6 mai 2017            |
| 5  | Cheveux rouges et Roi solitaire      | 赤髪と孤王     | Akagami to ko-ō                     | 13 mai 2017           |
| 6  | Expédition et Fuite                  | 討伐と逃亡     | Tōbatsu to tōbō                     | 20 mai 2017           |
| 7  | Demande et Division                  | 依頼と分断     | Irai to bundan                      | 27 mai 2017           |
| 8  | La Corruption et la Petite Fille     | 穢れと少女     | Kegare to shōjo                     | 3 juin 2017           |
| 9  | Entraînement et Jalousie             | 訓練と嫉妬     | Kunren to shitto                    | 10 juin 2017          |
| 10 | Le Garçon et le Héros                | 少年と英雄     | Shōnen to eiyū                      | 17 juin 2017          |
| 11 | Aventure et inconnu                  | 冒険と未知     | Bōken to michi                      | 24 juin 2017          |
| 12 | Sword Oratoria - Dieux et Familles - | 神々と眷族     | Kamigami to kenzoku (Sōdo Oratoria) | 1er juillet 2017      |